# Trésor de la langue française
Pour les articles homonymes, voir TLF.
Le Trésor de la langue française (TLF) est un dictionnaire de la langue française des XIXe siècle et XXe siècle en seize volumes (plus le « supplément »). Il a été publié sur papier entre 1971 et 1994, date de parution du dernier volume, puis en 2004 sous forme de cédérom. Le laboratoire Analyse et traitement informatique de la langue française (ATILF) en propose une version informatisée : Le Trésor de la langue française informatisé (TLFi).
Le Trésor de la langue française (TLF) a pour sous-titre Dictionnaire de la langue du XIXe et du XXe siècle (1789-1960).

## Histoire
Ce dictionnaire est destiné à remplacer le Littré entré dans le domaine public. En 1960, Paul Imbs fonde le Centre de recherche pour un Trésor de la langue française (CRTLF), devenu l'Institut national de la langue française (INALF), puis l'Unité mixte de recherche « Analyse et traitement informatique de la langue française » (ATILF), chargée de rassembler la documentation nécessaire à la rédaction et à la publication du TLF.
Les tomes I à VII du Trésor de la langue française ont été réalisés sous la direction de Paul Imbs. Après le départ à la retraite du fondateur, les tomes VIII à XVI ont été élaborés sous la direction de Bernard Quemada.
En novembre 2004, un cédérom du Trésor de la langue française paraît chez CNRS Éditions.
Le Trésor de la langue française informatisé, ou TLFi, est la version informatisée du TLF, en accès libre sur le site du Centre national de ressources textuelles et lexicales (CNRTL) parmi d'autres ressources proposées par l'ATILF (Analyse et traitement informatique de la langue française) au sein du CNRS.
C'est un dictionnaire de référence pour le lexicographe, dictionnaire dont les définitions, reposant sur des références souvent anciennes, sont aussi selon Barque L. et al. (2010) les bases d'une base de données historique de la langue française.
Un équivalent pour le Québec, Le Trésor de la langue française au Québec ou TLFQ, a été créé au début des années 1970 par Marcel Juneau, professeur en langues et linguistique à l'Université Laval.

## Étymologie
L'étymologie y est décrite avec des codes succincts, par exemple   ms (singulier) pour manuscrit.

## Contenu

### Version imprimée
- 1971 : vol. 1 - A-Affiner, CXXXIV-878 p.
- 1973 : vol. 2 - Affinerie-Anfractuosité, XIX-987 p.
- 1974 : vol. 3 - Ange-Badin, XXIV-1206 p.  (ISBN 2-222-01623-1)
- 1975 : vol. 4 - Badinage-Cage, XXIV-1166 p.  (ISBN 2-222-01714-9)
- 1977 : vol. 5 - Cageot-Constat, XXIV-1425 p.  (ISBN 2-222-01977-X)
- 1978 : vol. 6 - Constatation-Désobliger, XVI-1308 p.  (ISBN 2-222-02156-1)
- 1979 : vol. 7 - Désobstruer-Épicurisme, XXIII-1343 p.  (ISBN 2-222-02383-1)
- 1980 : vol. 8 - Épicycle-Fuyard, XIX-1364 p.  (ISBN 2-222-02670-9)
- 1981 : vol. 9 - G-Incarner, XVIII-1338 p.  (ISBN 2-222-03049-8)
- 1983 : vol. 10 - Incartade-Losangique, XXI-1381 p.  (ISBN 2-222-03269-5)
- 1985 : vol. 11 - Lot-Natalité, XVIII-1339 p.  (ISBN 2-07-077011-7)
- 1986 : vol. 12 - Natation-Pénétrer, XIX-1337 p.  (ISBN 2-07-077012-5)
- 1988 : vol. 13 - Pénible-Ptarmigan, XIX-1449 p.  (ISBN 2-07-077013-3)
- 1990 : vol. 14 - Ptère-Salaud, XVII-1451 p.  (ISBN 2-07-077014-1)
- 1992 : vol. 15 - Sale-Teindre, XVIII-1451 p.  (ISBN 2-07-077015-X)
- 1994 : vol. 16 - Teint-Zzz, XVIII-1452 p.  (ISBN 2-07-077016-8)

### Version informatisée
La version informatisée des seize volumes (accompagnée d’un supplément) du TLF (« TLFi ») donne un accès libre et gratuit à :
- 100 000 mots (et leur histoire)[6] ;
- 270 000 définitions[6] ;
- 430 000 exemples[6] ;
- 350 millions de caractères[6].

Le supplément n'a jamais vu le jour sous forme imprimée,, mais se constitue sur Internet, sous l'impulsion de l'ATILF.